# Viersen

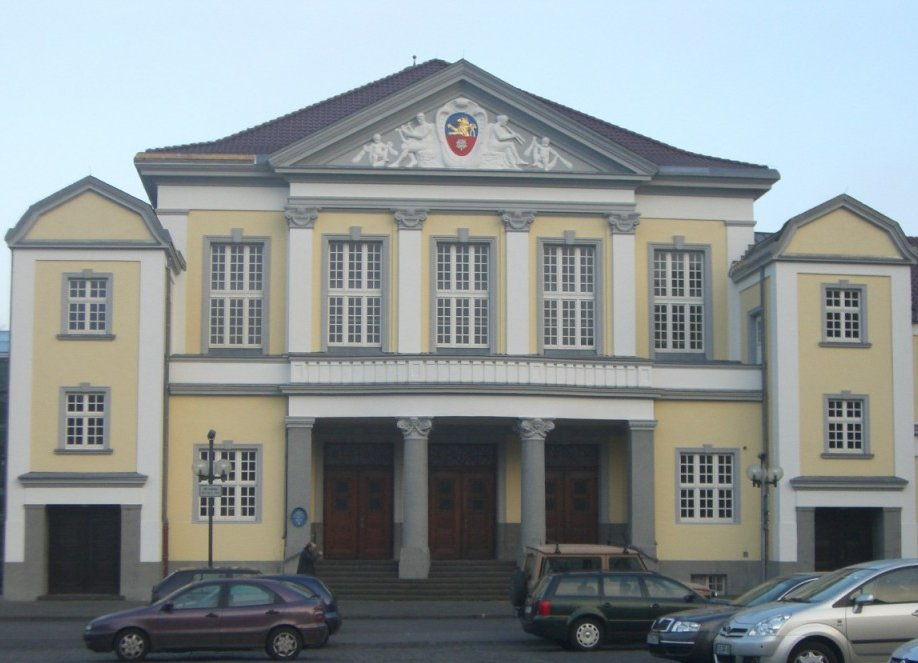
Haupteingang der Festhalle von Viersen

Die Stadt Viersen liegt am linken Niederrhein im Westen des Landes Nordrhein-Westfalen und ist eine „Große kreisangehörige Stadt“ sowie Sitz des Kreises Viersen im Regierungsbezirk Düsseldorf. 

## Geographie

### Lage
Der Stadtkern von Viersen liegt etwa 28 Kilometer westnordwestlich von Düsseldorf, bei 51°16' nördlicher Breite und 6°24' östlicher Länge auf einer Höhe von etwa 40 Metern über NN.

### Ausdehnung des Stadtgebiets
Viersen erstreckt sich auf einer Fläche von mehr als 91 km², darunter etwa 16 km² bebaute Flächen, etwa 45 km² landwirtschaftlich genutzte Flächen und etwa 20 km² Garten, Wald-, Grün- und Wasserflächen.

### Stadtgliederung
Das Stadtgebiet Viersen ist in folgende vier Stadtbezirke gegliedert:
(Einwohner am 31. März 2022)
- Alt-Viersen (39.096) mit den Ortsteilen Beberich, Bockert, Bötzlöh, Donk, Düpp, Hamm, Heimer, Helenabrunn, Hoser, Hülsdonk, Ompert, Rahser, Rintgen, Robend, Noppdorf, Ummer
- Dülken (20.566) mit den Ortsteilen Bergerstraße, Bistard, Schirick, Landwehr, Loosen, Busch, Hausen, Mackenstein, Nette, Ransberg, Nord, Waldnielerstraße
- Süchteln (16.074) mit den Ortsteilen Clörath, Dornbusch, Hagen, Hagenbroich, Sittard, Vorst
- Boisheim (2.102) mit den Ortsteilen Lind, Pütterhöfe, Klinkhammer, Bonesend, Mauswinkel

## Geschichte

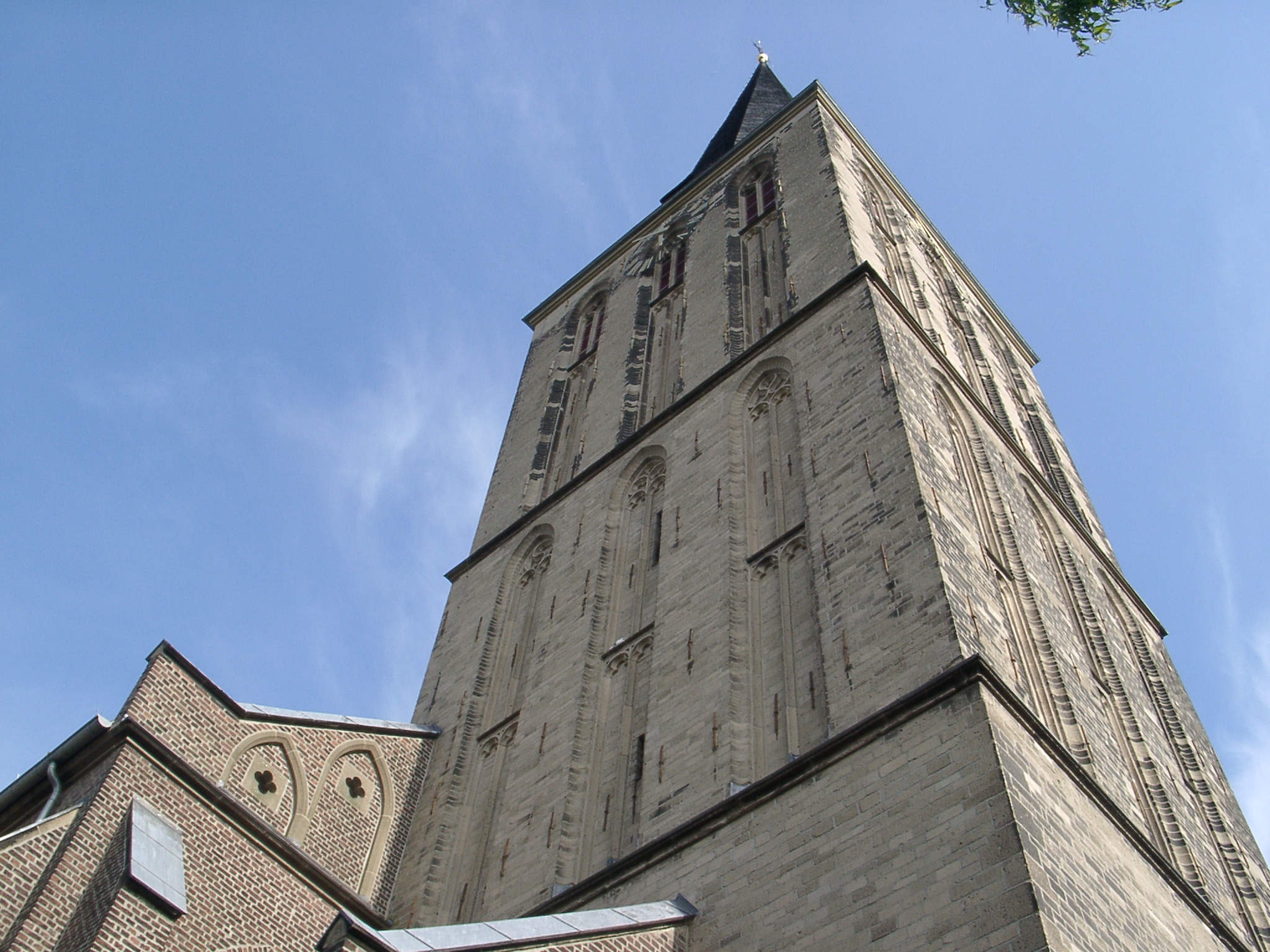
Turm der Pfarrkirche von Süchteln

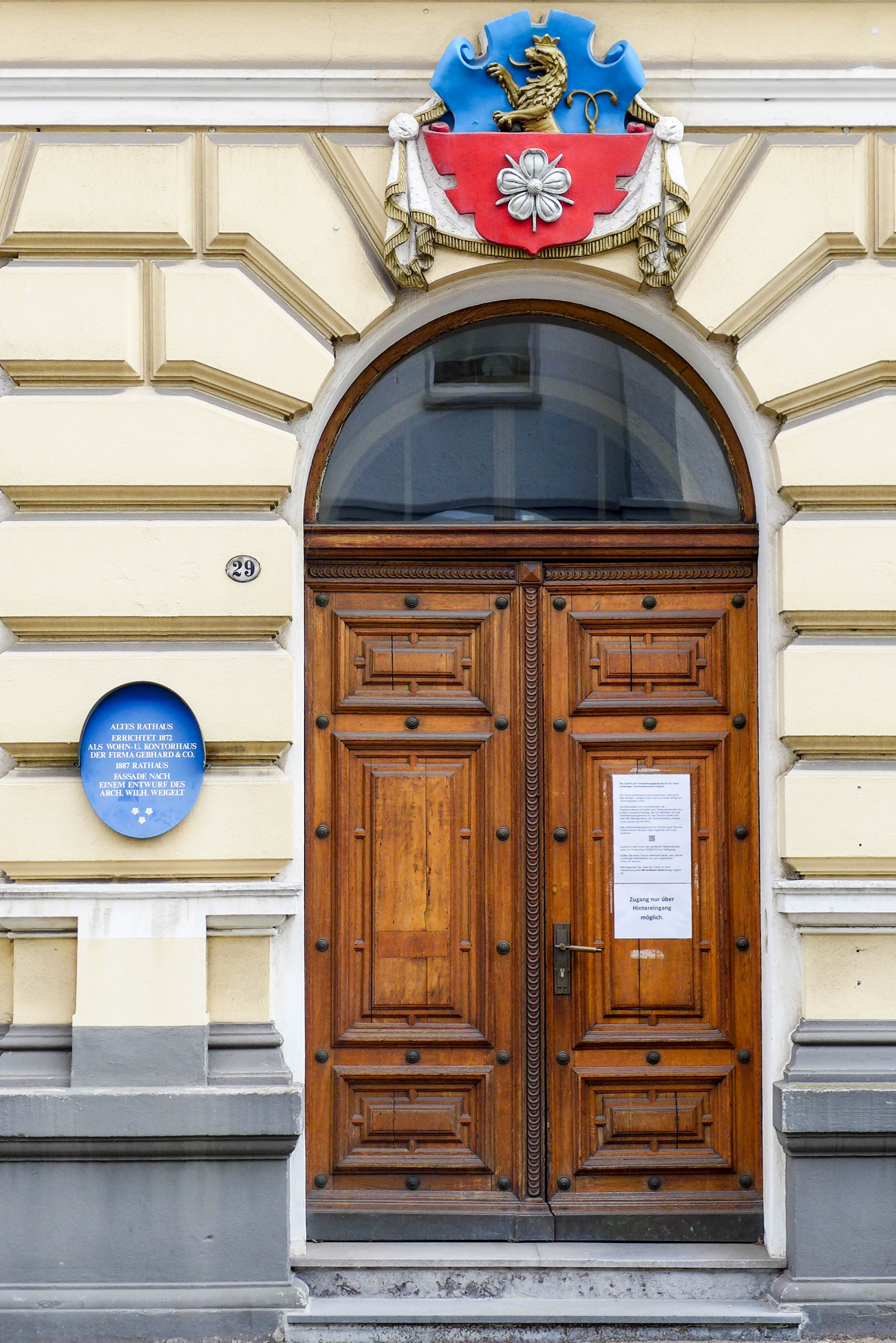
Altes Rathaus – Portal

Der Stadtname leitet sich von dem alten Namen des Fließgewässers Viers ab, dem heutigen Dorfer Bach in der Nähe der Kaisermühle.
Viersen besteht aus den drei ehemals selbständigen Städten Viersen, Dülken und Süchteln. Diese schlossen sich bei der kommunalen Neuordnung 1970 zur heutigen Stadt Viersen zusammen. Bereits 1968 hatte sich der kleinste heutige Stadtteil, die Gemeinde Boisheim, der Stadt Dülken angeschlossen. Bis dahin verlief die Entwicklung der einzelnen Orte recht unterschiedlich. Dülken, Süchteln und Boisheim gehörten zum Amt Brüggen im Herzogtum Jülich. Viersen lag als Exklave des geldrischen Amtes Krickenbeck zwischen dem Herzogtum Jülich und dem auf der anderen Niersseite angrenzenden Kurfürstentum Köln. Die Franzosen beendeten diese Situation im Oktober 1794: sie besetzten das linke Rheinufer; die Franzosenzeit begann. Die Annexion wurde im Frieden von Campo Formio (1797) vorbereitet und im Frieden von Lunéville (1801) völkerrechtlich anerkannt.
1798 wurde die Verwaltung des Gebiets nach französischem Vorbild reorganisiert; es wurden vier Départements gebildet. Viersen bildete nun eine Mairie und einen Kanton im Arrondissement Krefeld des Rur-Departements (Département de la Roer), dessen Hauptort (chef-lieu) Aachen war. Ab 1815 (Wiener Kongress) gehörte der Niederrhein zum Königreich Preußen; 1822 bildete Preußen die Rheinprovinz. Viersen wurde eine preußische Bürgermeisterei im neuen Kreis Gladbach.
Die frühere Zugehörigkeit zu unterschiedlichen Territorien hatte Einfluss auf die Entwicklung der drei Gemeinden. Dülken und Süchteln wurden vom Jülicher Landesherrn gefördert und ausgebaut, weil er sie als Grenzstädte gegenüber Geldern bzw. Kurköln stärken wollte. In Viersen behielt das Kölner Stift St. Gereon als Grundherr lange Zeit bedeutenden Einfluss, das kein Interesse am Ausbau Viersens zu einer Stadt hatte.
Deshalb entwickelte sich die Siedlungsstruktur Viersens (weit gestreute, einzelne Honschaften) auch anders als die der Nachbarorte Dülken und Süchteln (Stadtkern, Stadtbefestigung). Die seit dem Mittelalter vorhandene Siedlungsstruktur der Gemeinde wurde erst im 19. Jahrhundert verändert. Die Industrialisierung und wachsende Bevölkerungszahlen drückten der Landschaft ihren Stempel auf. Mit dem Straßenbau und der Eisenbahn wurden wichtige Verkehrsverbindungen geschaffen, die den wirtschaftlichen Aufstieg begünstigten. Die Textilindustrie war die stärkste treibende Kraft. Bedeutende Unternehmen entstanden, die in zahlreiche Länder exportierten.
Am 1. August 1929 wurde Viersen ein eigener Stadtkreis.
Bei der Reichstagswahl am 5. März 1933 wählten 31 Prozent der Abstimmenden die NSDAP. Oberbürgermeister Peter Gilles (Zentrumspartei) wurde von der NSDAP als Gegner eingestuft, am 8. Mai 1933 beurlaubt und später in den Ruhestand versetzt. NSDAP-Mitglied Heinz Gebauer war bis 1936 Oberbürgermeister und dann bis 1945 Werner Koch. 
Beim Luftangriff am 9. Februar warfen 97 US-Bomber 780 Bomben über dem Stadtzentrum ab. Am 24. Februar griffen 210 US-Bomber an. Insgesamt starben rund 260 Menschen. Die Remigiuskirche wurde stark beschädigt. Am 1. März 1945 schließlich nahmen Soldaten der 84. US-Infanteriedivision von Mönchengladbach-Rasseln aus kommend Viersen und Süchteln ein.
Nach dem Zweiten Weltkrieg brach die Textilentwicklung ab. Es entstand eine neue, stärker diversifizierte Gewerbestruktur, die z. T. an Strukturen der Vorkriegszeit anknüpfte, z. B. in der Eisen- und Metallverarbeitung und in der Lebensmittelbranche.
Das geistige Leben der drei Städte wurde im Wesentlichen bis in die 1950er Jahre durch den Katholizismus geprägt. Die Reformation fasste nur zaghaft Fuß. Gleichwohl kommt einigen Protestanten ein bedeutender Anteil an der Entwicklung Viersens zu. In Viersen waren z. B. fast alle führenden Industriellenfamilien protestantisch, z. B. Friedrich von Diergardt. Viele der von 1945 bis 1950 nach Viersen kommenden Heimatvertriebenen waren evangelisch.

### Eingemeindungen

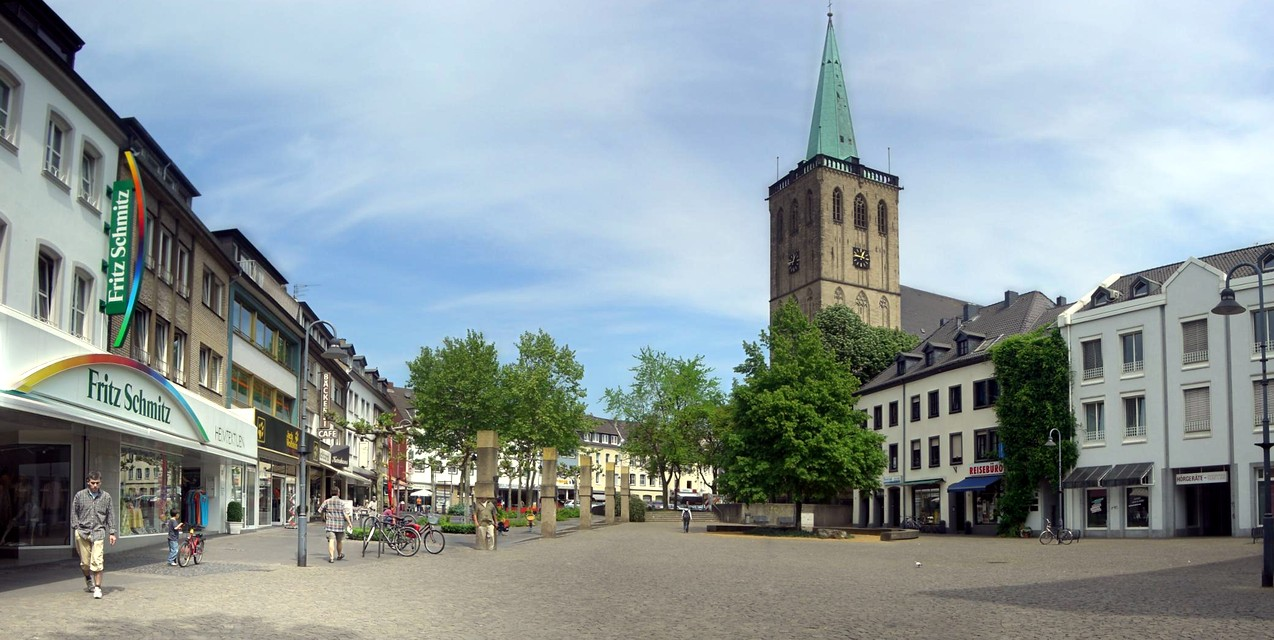
Remigiusplatz in Alt-Viersen

Mit Wirkung vom 1. Januar 1970 wurde die bis dahin kreisfreie Stadt Viersen („Alt-Viersen“) mit den zum damaligen Kreis Kempen-Krefeld gehörenden Städten Dülken und Süchteln sowie der ebenfalls kreisangehörigen Gemeinde Boisheim zur neuen Stadt Viersen vereint. Der Widerstand gegen die Eingemeindung war vor allem in Dülken groß. Auf den Namen Viersen konnte man sich nicht einigen. Die Vertreter der Gebietskörperschaften wollten den Namen Dreistadt, der Gesetzgeber blieb bei Viersen.

Trotz der durch diese Eingemeindungen bewirkten Vergrößerung des Stadtgebiets, bei der sich die Einwohnerzahl seinerzeit nahezu verdoppelte, verlor das alte Viersen seine Kreisfreiheit. Es wurde aber zum 1. Januar 1975 als nunmehr mit Abstand größte Kommune des Kreisgebiets zur Kreisstadt aufgewertet, während das kleinere Kempen diesen Status verlor. Aus dem Kreis Kempen-Krefeld wurde so der Kreis Viersen. Der neue Kreis bekam die Gemeinde Niederkrüchten vom alten Kreis Erkelenz und verlor den Kempener Stadtteil Hüls an die kreisfreie Stadt Krefeld.

### Einwohnerstatistik

Einwohnerentwicklung von Viersen von 1818 bis 2017

Im Mittelalter und am Beginn der Neuzeit hatte Viersen nur wenige hundert Einwohner. Seit Beginn der Industrialisierung im 19. Jahrhundert wuchs seine Bevölkerung schnell. Lebten 1818 erst 3.500 Menschen in dem Ort, so waren es 1900 bereits 25.000. Durch die Eingemeindung der Städte Dülken (22.555 Einwohner 1969) und Süchteln (18.606 Einwohner 1969) stieg die Einwohnerzahl der Stadt von 44.010 im Jahre 1969 auf 85.171 am 1. Januar 1970.
Im Jahr 1972 erreichte die Bevölkerungszahl mit 87.013 ihren historischen Höchststand. Am 31. Dezember 2006 betrug die „Amtliche Einwohnerzahl“ für Viersen nach Fortschreibung des Landesamtes für Datenverarbeitung und Statistik Nordrhein-Westfalen 75.975 (nur Hauptwohnsitze und nach Abgleich mit den anderen Landesämtern). Das war seit 1972 ein Rückgang um 12,7 % (11.038 Personen).
Die folgende Übersicht zeigt die Einwohnerzahlen nach dem jeweiligen Gebietsstand. Bei 1818 handelt es sich um eine Schätzung, danach um Volkszählungsergebnisse (¹) oder amtliche Fortschreibungen des Statistischen Landesamtes. Die Angaben beziehen sich ab 1871 auf die „ortsanwesende Bevölkerung“, ab 1925 auf die Wohnbevölkerung und seit 1987 auf die „Bevölkerung am Ort der Hauptwohnung“. Vor 1871 wurde die Einwohnerzahl nach uneinheitlichen Erhebungsverfahren ermittelt.
In der Liste der Groß- und Mittelstädte in Deutschland nimmt Viersen Rang 108 ein (Stand der Daten von 2017).
| Jahr  | Einwohner |
| ----- | --------- |
| 1818  | 3.500     |
| 1840¹ | 4.543     |
| 1855¹ | 7.379     |
| 1861¹ | 14.100    |
| 1864¹ | 15.100    |
| 1867¹ | 16.700    |
| 1871¹ | 18.474    |
| 1875¹ | 19.700    |
| 1880¹ | 21.100    |
| 1885¹ | 22.228    |
| 1890¹ | 22.198    |
| 1895¹ | 22.795    |
| 1900¹ | 24.761    |
| 1905¹ | 27.577    |
| 1910¹ | 30.172    |

| Jahr  | Einwohner |
| ----- | --------- |
| 1916¹ | 26.973    |
| 1917¹ | 26.802    |
| 1919¹ | 29.799    |
| 1925¹ | 32.037    |
| 1933¹ | 33.597    |
| 1939¹ | 34.062    |
| 1945  | 32.086    |
| 1946¹ | 32.963    |
| 1950¹ | 36.974    |
| 1956¹ | 39.711    |
| 1961¹ | 41.890    |
| 1965  | 43.605    |
| 1970¹ | 85.326    |
| 1975  | 84.220    |
| 1980  | 81.114    |

| Jahr  | Einwohner |
| ----- | --------- |
| 1985  | 78.489    |
| 1987¹ | 76.445    |
| 1990  | 77.453    |
| 1995  | 77.338    |
| 2000  | 77.130    |
| 2005  | 76.330    |
| 2006  | 75.975    |
| 2011  | 74.974    |
| 2014  | 75.058    |
| 2015  | 75.931    |
| 2017  | 76.586    |
| 2018  | 76.905    |
| 2019  | 77.102    |
| 2020  | 77.254    |
| 2022  | 78.208    |

¹ Volkszählungsergebnisse

### Konfessionsstatistik
Früher war eine große absolute Mehrheit der Einwohner katholisch. Nach 1945 sank der Katholiken-Anteil durch Zuzüge (zum Beispiel durch den Zuzug zahlreicher Heimatvertriebener in den Nachkriegsjahren und durch den Zuzug von Gastarbeitern ab 1960) und derzeit durch Kirchenaustritte. Gemäß dem Zensus 2022 waren (Stand Mai 2022) 46,5 % der Einwohner katholisch, 15,1 % evangelisch und 38,4 % waren konfessionslos, gehörten einer anderen Glaubensgemeinschaft an oder machten keine Angabe. Mit Stand Juni 2024 waren etwa 45 % der Bevölkerung noch katholisch.
Laut kirchliche Statistik waren Jahresende 2023 45,8 % der Einwohner Mitglied der katholische Kirche und Jahresende 2024 waren dies 43,2 %.

## Politik

### Stadtrat
Die Sitzverteilung im Stadtrat nach der Kommunalwahl vom 13. September 2020:
| Liste: | CDU | SPD | Grüne | Linke | FDP | AfD | Gesamt   |
| ------ | --- | --- | ----- | ----- | --- | --- | -------- |
| Sitze: | 22  | 13  | 11    | 3     | 3   | 2   | 54 Sitze |

Kurz vor Konstitution des neuen Stadtrates im November 2020 trat eine gewählte CDU-Ratsfrau aus der Partei aus und wechselte zur Partei die Grünen, wodurch sich auch die Fraktionsgröße entsprechend zugunsten der Grünen korrigierte.
Im März 2021 hat sich die Fraktion der Grünen aufgrund innerparteilicher Differenzen aufgespalten, so dass der Viersener Stadtrat nun zwei Fraktionen der Grünen mit sechs bzw. fünf Mitgliedern hat (Bündnis 90/Die Grünen und Grüne im Rat der Stadt Viersen).

### Bürgermeister
Bürgermeisterin von Viersen ist Sabine Anemüller (SPD). Sie gewann die Stichwahl bei der Bürgermeisterwahl im September 2020 knapp (mit 50,81 %) gegen den Herausforderer Christoph Hopp (CDU).

### Ehemalige Oberbürgermeister
- 1913–1919: Peter Stern
- 1929–1934: Peter Gilles, Zentrum (1919–1929 als Bürgermeister)
- 1934–1936: Heinz Gebauer, NSDAP
- 1936–1945: Werner Koch
- 1945: Carl Schaub (von 1945 bis 1958 Oberstadtdirektor von Viersen)[23]
- 1946–1966: Hermann Hülser,[24] CDU
- 1966–1970: Franz Josef Zevels, promovierter Arzt, nach 1970 Ratsherr[25]

### Wappen
| Wappen von Viersen | Blasonierung: „In Blau drei silberne Mispelblüten, 2:1 gestellt“ |
| Wappen von Viersen | Wappenbegründung: Im Viersener Stadtwappen lebt die Tradition fort: Die silbernen Mispelblüten symbolisieren den Zusammenschluss von Dülken mit Boisheim, Süchteln und Viersen zu einer neuen Stadt. Die Mispelblüte, auch „geldrische Rose“ genannt, war mindestens seit 1450 Symbol des Viersener Wappenbildes. Sie wies über Jahrzehnte auf die Zugehörigkeit zur Geldener Verwaltungshoheit hin. Die Viersener Stadtfarben sind Blau und Silber. |

### Städtepartnerschaften
Viersen pflegt Partnerschaften mit folgenden Städten:
- Calau
- Kanew
- Lambersart
- Mittweida
- Pardesia
- Peterborough

#### Lambersart

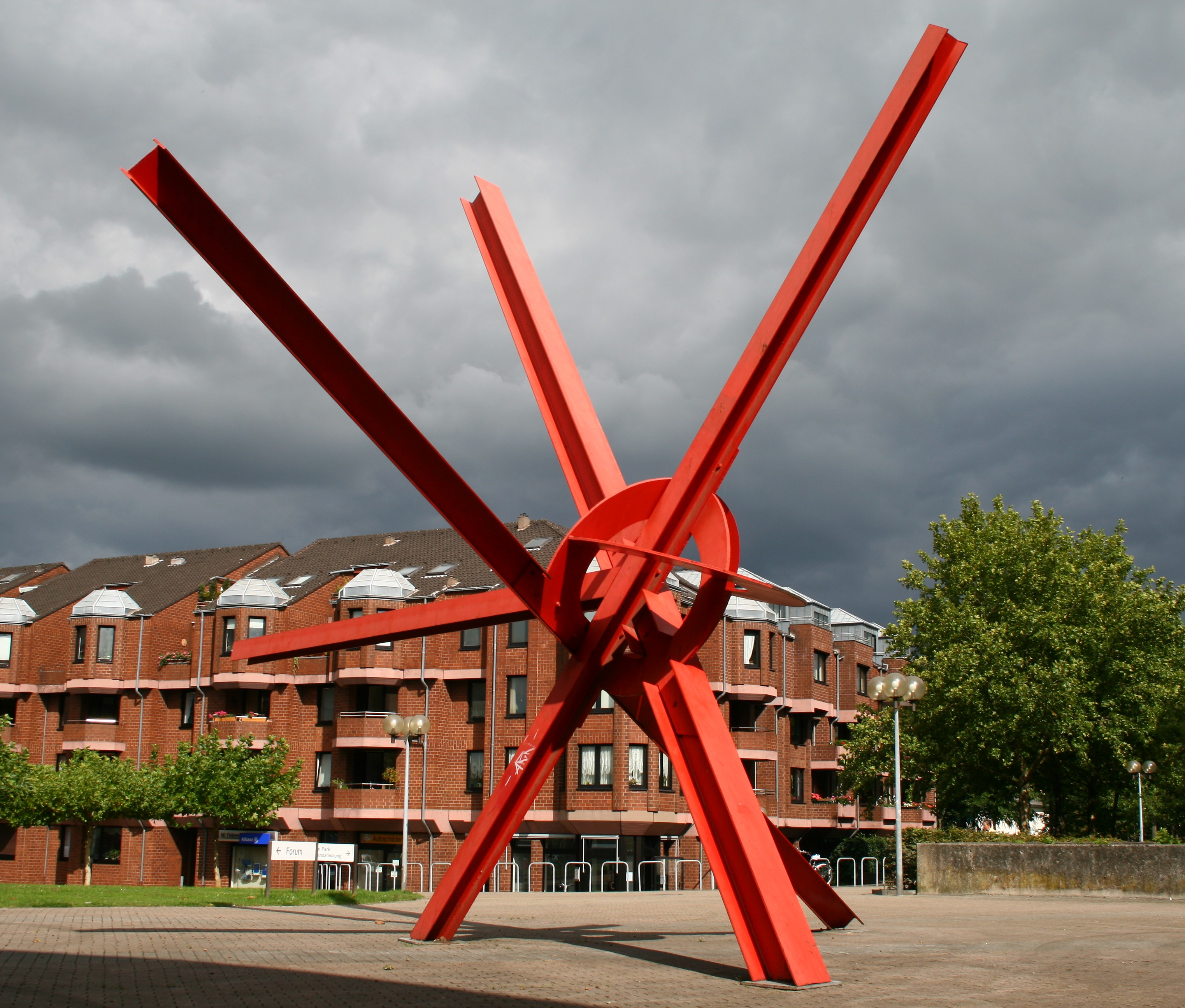
New Star von Mark di Suvero

Im Jahr 1964 nahmen das Gymnasium an der Löh (heutiges Erasmus-von-Rotterdam-Gymnasium) und das Humanistische Gymnasium der Stadt (gegr. 1904, als Lateinschule 1526), initiiert durch Frau Gerta Holzapfel, Rektorin des Gymnasiums an der Löh, den ersten Kontakt mit Frau Cheileville vom Lycée Jean Perrin in Lambersart auf.
Bereits im darauffolgenden Jahr kam es zum ersten Schulaustausch zwischen den beiden Städten. 50 Schüler aus Viersen verbrachten eine Woche in französischen Gastfamilien in Lambersart. Ziel des Austauschs war das gegenseitige Kennenlernen der jeweiligen Schulsysteme als auch die Stärkung des Verständnisses für die Kultur des Nachbarn. Weitere regelmäßige Begegnungen führten am 26. Juni 1970 zur Gründung der Städtepartnerschaft.
Die starken Verbindungen zwischen den beiden Städten haben dazu geführt, dass sich neben dem jährlichen Schulaustausch des Erasmus-von-Rotterdam-Gymnasiums auch der Deutsch-Französische Jugendverband Viersen e. V. im Juli 2010 gegründet hat. Der Verein ist anerkannter freier Träger der Kinder- und Jugendhilfe und beteiligt sich mit der Veranstaltung zweier sogenannter „Weekend International de la jeunesse“ sowie über Sprachkurse und Kulturprogramm an der Schulung interkultureller Kompetenzen der Jugend der beiden Städte.

## Kultur und Sehenswürdigkeiten

### Museen
- Dülkener Narrenmühle mit Weisheitssaal und Narrenmuseum[31]
- Skulpturensammlung Viersen / Liste von Kunstwerken im öffentlichen Raum in Viersen
- Heimatmuseum
- Städtische Galerie im Park Viersen

### Bauwerke
| Viersen - Festhalle Viersen - Spätgotische Pfarrkirche St. Remigius aus dem 15. Jahrhundert - Ev. Kreuzkirche - Remigiusplatz mit Gerichtssteinen und Remigiusbrunnen - Festhalle - Bongartzmühle (historische Wassermühle von 1246) - Kaisermühle - Neues Stadthaus (Rathaus) - Kriegerdenkmal 1870/71 von Architekt Josef Kleesattel - Sankt Marien Viersen-Hamm - St.-Peter-Kirche (Viersen-Bockert) - St. Notburga-Kirche (Viersen-Rahser) - St. Helena (Helenabrunn) | Dülken - Alter Markt - Neugotische Katholische Pfarrkirche – größte Pfarrkirche im Bistum Aachen St. Cornelius - Wasserturm mit Turmrestaurant „Windrose“ - Rathaus - Narrenmühle - Stadtmauer mit „Gefangenenturm“ - Ostgraben, Klostermauer - Kaiser Wilhelm I.-Denkmal von Bildhauer Leo Müsch - Kriegerdenkmal 1914–18 „Siegfried“ von Bildhauer Willy Meller Boisheim - Pfarrkirche St. Peter Viersen-Boisheim - Luzien-Kapelle | Süchteln - Neugotische Pfarrkirche St. Clemens mit altem Turm - Evangelische Kirche Hindenburgstraße - Pfarrkirche St. Franziskus (Süchteln-Vorst) - Irmgardiskapelle auf den Süchtelner Höhen - Ehemaliges Süchtelner Tor - Weberbrunnen - Weberhaus und Tendyckhaus - Irmgardisstift - Kreiskriegerdenkmal von Architekt August Hartel - St.-Maria-Hilfe-der-Christen-Kirche Süchteln-Dornbusch |

### Parks
- Alter Stadtgarten[32]
- Casinogarten
- Jubiläumsgarten (Viersen Hoser/Bockert)
- Wildfreigehege mit Dam-, Rot- und Schwarzwild
- Süchtelner Höhen
- Romantische Landschaft an der Nette (Tor zum Naturpark Maas-Schwalm-Nette)
- Niersaue
- Kletterwald Niederrhein
- Marienpark – alter kath. Friedhof (Dülken)
- Holtappelsgarten (Dülken)
- Rathausgarten (Dülken)
- Mühlturmgarten (Dülken)

### Sehenswürdigkeiten im Rahmen der EUROGA 2002plus
in Ortsteilen von Viersen

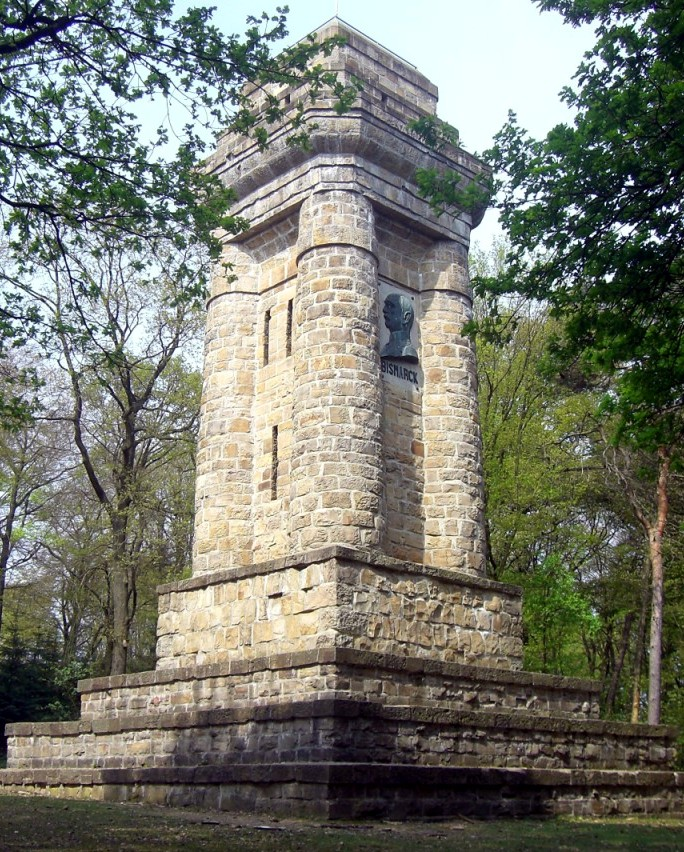
Bismarckturm

- Begehbares Labyrinth im geografischen Mittelpunkt der Stadt, von J. Vossen
- Anatols Steinkreis aus zehn Findlingen im neuen Viertel Stadtpark Robend von Anatol Herzfeld[33]
- Bockerter Heide, Naturschutz- und Waldgebiet im Südwesten von Alt-Viersen, ca. 1,7 km² bäuerliche Kulturlandschaft
- Bismarckturm, fertiggestellt 1901, saniert 2003[34]
- Fietsallee am Nordkanal

### Sport
- Der 1. FC Viersen ist das fußballerische Aushängeschild Viersens. Der langjährige Oberligist spielt seit 2005 wieder in der Niederrheinliga.
- Jedes Jahr findet in Viersen das internationale Hochsprung-Meeting, organisiert vom Förderverein Viersener Hochsprungmeeting und der LG 47 Viersen, statt.
- Viersen ist seit 1990 Austragungsort der Dreiband-Weltmeisterschaft für Nationalmannschaften, die alljährlich Ende Februar/Anfang März in der Festhalle Viersen veranstaltet wird.
- Größter Verein der Stadt ist mit rund 3.100 Mitgliedern der ASV Süchteln.
- Der Tanzsportverein Viersen e. V. hat seit 2001 eine Abteilung Rollstuhltanz.[35]
- SG-Dülken
- Dülkener FC
- Der American Football Schiefbahn Riders e. V.[36] ist der erste Sportclub für American Football und Cheerleading im Kreis Viersen.

### Regelmäßige Veranstaltungen
- Internationales Jazzfestival im September in der Festhalle Viersen
- Große Karnevalsumzüge in den drei Stadtteilen Viersen, Dülken und Süchteln
- Seit mehr als drei Jahrzehnten findet in Viersen jährlich der größte Kinder- und Jugendflohmarkt Deutschlands statt. Er lockt in manchen Jahren bis zu 100.000 Besucher[37] in die Innenstadt. Die Händler dürfen nicht jünger als sechs und nicht älter als 17 Jahre sein. Standgebühren werden nicht erhoben.
- Im Sommer fand von 2006 bis 2019 jährlich an drei Tagen als Open-Air-Musikveranstaltung das Eier mit Speck-Festival statt.
- Der Schöppenmarkt am Aschermittwoch jeden Jahres im Stadtteil Dülken ist einer der größten deutschen Krammärkte.
- Seit 2000 findet in Alt-Viersen, Dülken und Süchteln alle zwei Jahre die Aktion „Viersen blüht“ statt, bei der die Innenstädte mit Blumenarrangements geschmückt werden.[38]
- Weiße Mainacht – Open Air auf dem Remigiusplatz[39]
- Jährlich am zweiten Septemberwochenende organisiert der „Motorradclub MC Viersen e.V“ das „Internationale Bikertreffen“ am Stadion Hoher Busch.
- Es gibt zwölf jährliche Schützenfeste (teilweise im Wechsel) im Bezirksverband Viersen-Mitte, Dülken-Boisheim und Süchteln.
- Jährlich findet in der Woche nach dem 4. September an der Irmgardiskapelle auf dem Heiligenberg in Süchteln die Irmgardisoktav statt.
- Dülkener Bierbörse
- Dülkener Mühlenfest an jedem letzten Sonntag im August mit „Dölker Daach“ am Sonntag des Festwochenendes.

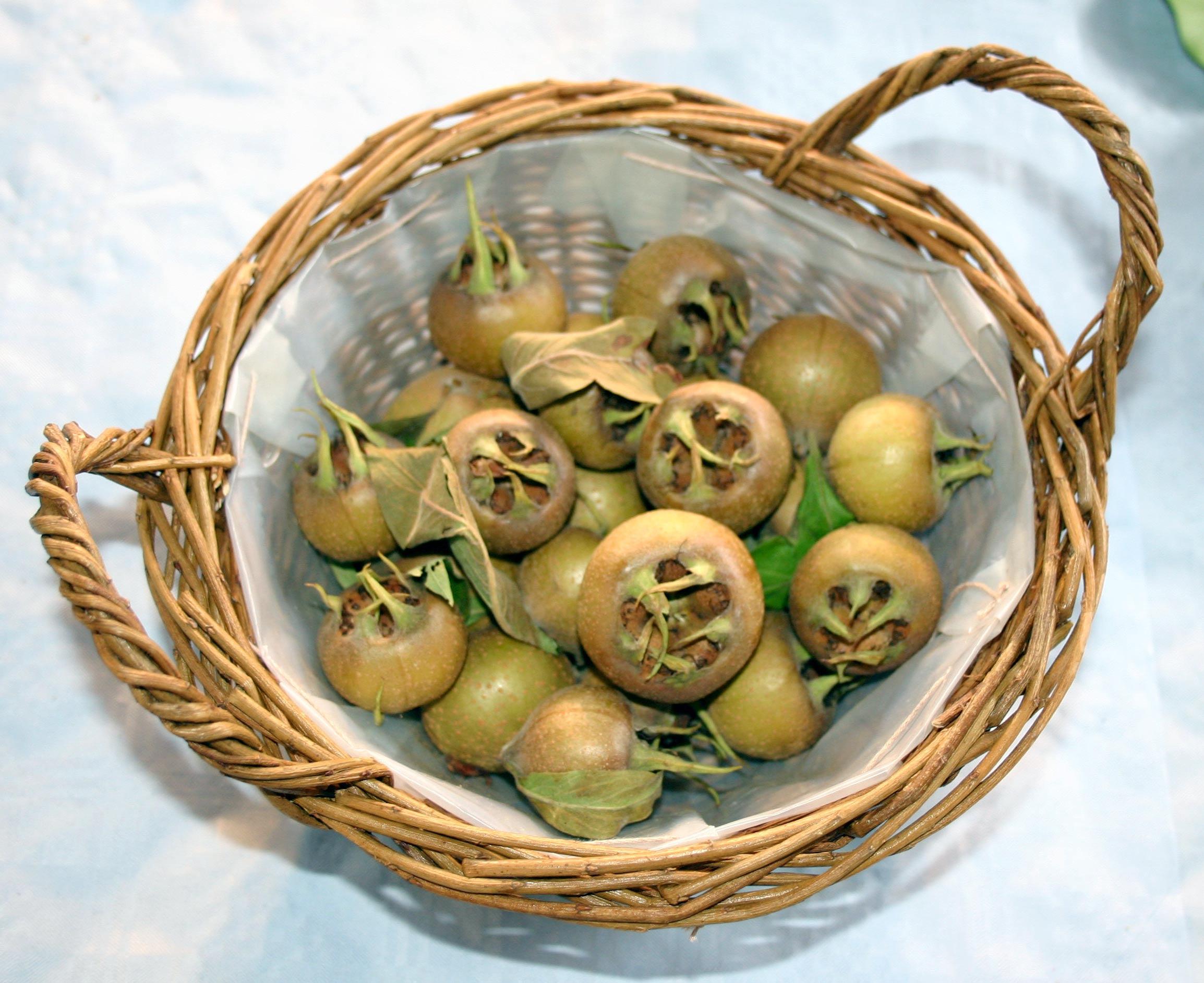
Geerntete Mispeln

- Dülken Kulturbunt

### Kulinarische Spezialitäten
Aus der Echten oder u. a. „Deutschen Mispel“, der Viersener Stadtwappenpflanze, werden zahlreiche Speisen wie z. B. Mispel-Streuselko-ek (Mispelstreuselkuchen), -Konfekt, -Marmelade, aber auch -Likör zubereitet. Der Naturschutzbund Deutschland (NABU) und der Heimatverein fördern seit Jahren den Anbau und geben die alten Rezepte weiter.

## Wirtschaft und Infrastruktur

### Wirtschaft
Viersen ist Heimat für eine Reihe mittelständischer Produktions- und Dienstleistungsunternehmen. Der Süßwarenhersteller Mars Deutschland (Mars (Schokoriegel)) hatte hier seine deutsche Zentrale. Es existieren mehrere Gewerbegebiete.

### Telekommunikation
Ein 102 Meter hoher Fernmeldeturm aus Stahlbeton der Deutschen Telekom AG befindet sich bei 51°16'56"N 6°20'50"E. Von dem Turm wird das Programm der Welle Niederrhein auf 100,6 MHz mit 1 kW ERP abgestrahlt.

### Verkehr

#### Straßen
Viersen liegt an der Bundesautobahn 61 (Venlo-Mannheim) und besitzt drei Anschlussstellen:
- (6) Süchteln
- (7) Viersen
- (8) Mackenstein

Südlich davon liegt an der Grenze zu Mönchengladbach das Autobahnkreuz Mönchengladbach, wo die Bundesautobahn 61 die Bundesautobahn 52 (Roermond-Düsseldorf) kreuzt. Früher führten auch die Bundesstraßen 7 und 59 durch die Stadt.

#### Öffentlicher Verkehr
Das öffentliche Nahverkehrsangebot in Viersen und Umgebung ist im Tarif des VRR nutzbar.
Viersen verfügt über einen zentral gelegenen Busbahnhof, an dem insgesamt sechzehn Buslinien überwiegend im Stundentakt die Stadtteile und das Umland miteinander verbinden.
Der Bahnhof Viersen wird im Schienenpersonennahverkehr von Regional-Express- und Regionalbahn-Linien regelmäßig u. a. mit Aachen, Dortmund, Duisburg, Düsseldorf, Essen, Gelsenkirchen, Hagen, Krefeld, Mönchengladbach, Münster, Neuss, Recklinghausen, Venlo und Wuppertal verbunden. Ferner liegen im Stadtgebiet die Stationen in Dülken und Boisheim an der Bahnstrecke Viersen–Venlo.

### Bildung
| Grundschulen - Erich-Kästner-Grundschule Boisheim - Agnes-van-Brakel-Schule - Kreuzherrenschule - Körnerschule - Remigiusschule - Zweitorschule - Gemeinschaftsgrundschule Rahser - Paul-Weyers-Schule - Städt. kath. Grundschule an der Zweitorstraße - Martinschule - Brüder-Grimm-Schule - Gemeinschaftsgrundschule Dammstraße Dülken - Albert-Schweitzer-Schule Viersen - Primus-Schule Viersen | PRIMUS Schule - PRIMUS-Schule Viersen (primusschule-viersen.de) Gymnasien - Erasmus-von-Rotterdam-Gymnasium - Clara-Schumann-Gymnasium Dülken - Albertus-Magnus-Gymnasium Viersen-Dülken Realschulen - Realschule an der Josefskirche Viersen - Johannes-Kepler-Realschule Süchteln Hauptschulen - Gemeinschaftshauptschule Süchteln Gesamtschule - Anne-Frank-Gesamtschule | Förderschulen - Diergardtschule (Förderschwerpunkt Lernen) - Förderschule des Kreises Viersen (Förderschwerpunkt emotionale und soziale Entwicklung) - Franziskusschule (Förderschwerpunkt geistige Entwicklung) - Gereonschule (Förderschwerpunkt Sprache) Berufsbildende Schulen - Berufskolleg Viersen mit Wirtschaftsgymnasium Weitere Bildungseinrichtungen - BZK Viersen Bildungsträger für Logistik, Kraftfahrer und kaufmännische Berufe - Volkshochschule Viersen - Euro-Schulen Niederrhein |

## Persönlichkeiten

### Söhne und Töchter der Stadt

#### Bis 1900
- Matthias Nethenus (1618–1686), Theologe
- Gustav Mevissen, seit 1884 Gustav von Mevissen (1815–1899, Dülken), Unternehmer und Politiker
- Matthias Büssem (1848–1914), Geistlicher
- Max Nonnenbruch (1857–1922), Maler
- Ferdinand Emmerich (1858–1930), Forscher, Weltreisender und Reiseschriftsteller
- Wilhelm von den Steinen (1859–1934), Zeichner und Illustrator
- Ludwig Kohlen (1870–1951), Politiker
- Hans Hermann (1877–1914), Architekt
- Joseph Dommers Vehling (1879–1950), Koch, Autor, Übersetzer, Kochbuchhistoriker und Sammler
- Peter Terkatz (1880–1954), Bildhauer
- Karl Müller (1884–1964), Politiker
- Kornelius Feyen (1886–1957), Pädagoge und Maler
- Theodor Frings (1886–1968), Germanist und Sprachwissenschaftler
- Otto Wehr (1886–1960), evangelischer Widerstandskämpfer
- Hermann Hülser (1888–1973), Politiker und Oberbürgermeister
- Paul Weyers (1890–1972), Mundartdichter
- Wilhelm Warsch (1895–1969), Kommunalbeamter und Politiker
- Hermann Dortans (1898–1976), Politiker
- Alois Theissen (1899–1961), katholischer Geistlicher und NS-Opfer
- Illa Martin (1900–1988), Zahnärztin, Autorin, Dendrologin (Sequoiafarm Kaldenkirchen)

#### 1901 bis 1950

Selbstporträt des Künstlers Hermann Schmitz (1904–1931)

- Albert Vigoleis Thelen (1903–1989), Schriftsteller (Die Insel des zweiten Gesichts)
- Hilde Bruch (1904–1984), Ärztin, Psychoanalytikerin und Spezialistin für Essstörungen
- Ernst Küppers (1904–1976), Schwimmer und Olympiateilnehmer
- Hermann Schmitz (1904–1931), Künstler
- Barthel Marks (1909–1980), Bildhauer, Maler, Lithograph
- Otto Marzinek (1912–1986), Oberlandesgerichtsrat, Richter in Köln
- Ruth Siewert, geb. Schnaudt (1915–2002), Opernsängerin und Gesangspädagogin
- Peter Giesen (1921–2018), Politiker (CDU), MdL (1958–1980)
- Ruth Kaiser (1921–2000), Fotografin
- Will Brüll (1922–2019), Bildhauer
- Hans Herbert Jöris (1925–2008), Dirigent und Hochschullehrer
- Werner Schriefers (1926–2003), Maler, Designer und Hochschullehrer
- Joachim Schürmann (1926–2022), Architekt (u. a. Schürmann-Bau, Bonn)
- Teresa Bock (1927–2012), Hochschulprofessorin für Soziale Arbeit
- Helmut Klingen (1927–2017), Mathematiker und Hochschullehrer
- Herbert Callhoff (1933–2016), Komponist und Professor an der Robert-Schumann-Hochschule Düsseldorf
- Franz-Josef Antwerpes (* 1934), Kölner Regierungspräsident 1978 bis 1999
- Theo Püll (1936–2023), Hochspringer
- Hellmut Trienekens (* 1938 in Süchteln), Unternehmer
- Wilhelm Kaiser-Lindemann (1940–2010), Komponist und Hornist
- Gerd Rohmann (* 1940), Anglist, Literaturwissenschaftler und Hochschullehrer
- Heino Sonnemans (* 1940), römisch-katholischer Fundamentaltheologe
- Ali Haurand (1943–2018), Jazzmusiker
- Werner Waddey (1946–2017), Fußballspieler
- Reinhard Kaiser (1950–2025), Schriftsteller
- Reinhard Kluth (1950–2020), Kirchenmusiker
- Helmut Reisen (* 1950), Ökonom

#### Ab 1951
- Dieter Bongartz (1951–2015), Kinderbuch-, Jugendbuch- und Drehbuchautor (Der zehnte Sommer)
- Stefan Kaiser (* 1952), Künstler und Kunsterzieher
- Udo Voigt (1952–2025), Politiker (Die Heimat/NPD)
- Jürgen Moos, Künstlername giorgio (* 1954), Holzbildhauer und Maler
- Winfried Boecken (* 1955), Rechtswissenschaftler, Richter und Hochschullehrer
- Margret Eicher (* 1955), Künstlerin
- Clemens Füsers (* 1955), Schriftsteller, Drehbuchautor und Regisseur
- Christopher Metz (* 1955), Jurist, Direktor des Sächsischen Landtages
- Barbara Schroeren-Boersch (* 1956), Politikerin (Bündnis 90/Die Grünen)
- Peter Eisheuer (* 1957), Jazz- und Klassik-Schlagzeuger, Pianist und Komponist
- Gaby Appel (* 1958), Feldhockeyspielerin und Olympiateilnehmerin 1984 und 1988
- Burkhardt Gorissen (* 1958), Autor und Schriftsteller
- Holger Henke (* 1960), Politikwissenschaftler, Fachbuchautor und Herausgeber
- Florian Scheurle (* 1960), Ministerialbeamter, Präsident des Bundesamtes für zentrale Dienste und offene Vermögensfragen
- Thomas Kessler (* 1962), Architekt und Jazzmusiker
- Frank Rehfeld (* 1962), Fantasy-Schriftsteller
- Jakob Peters-Messer (* 1963), Opernregisseur
- Michael Antwerpes (* 1963 in Dülken), Sportmoderator
- Gilda, bürgerl. Irene Sänger (* 1963), Schlagersängerin
- Elmar Goerden (* 1963), Regisseur
- Robert Klanten (* 1964), Verleger
- Bernhard Schröder (* 1965), Sprachwissenschaftler
- Torsten Eßer (* 1966), Autor und Journalist
- Kai-Oliver Knops (* 1966), Zivilrechtswissenschaftler
- Lars Brocker  (* 1967), Jurist
- Christopher Gerhard (* 1967), Unternehmer, Leichtathlet und Automobilrennfahrer
- Elmar Theveßen (* 1967), Journalist
- Michael Maria Ziffels (* 1967), Komponist, Musiker und Klangforscher
- Markus Orths (* 1969), Schriftsteller
- Roland Adelmann (* 1970), Arzt und Politiker
- Martina Hannen (* 1970), Politikerin, MdL (FDP)
- Till Brönner (* 1971), Jazzmusiker
- Oliver Hilmes (* 1971), Publizist und Schriftsteller
- Dietmar Hirsch (* 1971), Fußballspieler
- Mirja Boes alias „Möhre“ (* 1971 in Boisheim), Schauspielerin, Comedian und Sängerin
- Dieter Könnes (* 1971), Radio- und Fernsehmoderator
- Olaf Kröck (* 1971), Dramaturg und Regisseur
- Diana Menschig (* 1973), Phantastik-Autorin
- Norman Magolei (* 1979), Fernsehmoderator, Schlagersänger und Animateur
- Michael Baier (* 1980), Basketballspieler
- Martin Plum (* 1982), Politiker (CDU)
- Jessica Keilholz-Busch (* 1984), Kunsthistorikerin
- Uli Lindner (* 1984), Autor und Redakteur im Bereich Fantasy
- Charlotte Berger, geborene Barden (* 1985), Flötistin und Oboistin
- Laura Katharina Sophia Neumann (* 1985), Rechtswissenschaftlerin und Hochschullehrerin
- Johannes van den Bergh (* 1986), Fußballspieler
- Robert Fleßers (* 1987), Fußballspieler
- Julian Schmit alias Schmyt, Sänger / Rapper
- Marius Lauber alias Roosevelt (* 1990), Musikproduzent und Sänger
- Philipp Max (* 1993), Fußballspieler
- Lena Kesting (* 1994), Journalistin
- Linda Belinda Podszus (* 1996), Schauspielerin und Sprecherin
- Tim Stützle (* 2002), Eishockeyspieler

### Bekannte Persönlichkeiten, die vor Ort gewirkt haben
- Irmgard von Süchteln (11. Jahrhundert), Heilige
- Friedrich Freiherr von Diergardt (1795–1869), Seidenfabrikant
- Peter Norrenberg (1847–1894), Priester, Historiker und Sozialpolitiker
- Peter Stern (1852–1929), Bürgermeister
- Josef Kaiser (1862–1950), Unternehmer, Gründer von „Kaiser’s Kaffee“, Ehrenbürger von Viersen[42]
- Karl Köster (1883–1975), Maler und Grafiker
- Heinz Marten (1908–1991), Sänger (Tenor)
- Ernst Klusen (1909–1988), Musikwissenschaftler, Komponist, Musikpädagoge und Volksliedforscher
- Paul Kratz (1921–1994), Gewerkschafter und Politiker
- Josef Schürgers (1922–2001), Politiker (CDU), Bürgermeister der Stadt Viersen 1960–1965
- Herbert Sleegers (1932–2018), Lyriker und Schriftsteller
- Erik Martin (1936–2017), Autor, Herausgeber, Liedermacher
- Paul Eßer (1939–2020), Schriftsteller
- Georg Ettl (1940–2014), Künstler und Kunstprofessor
- Jürgen Dollase (* 1948), Gastronomie-Kritiker und Ex-Rockmusiker (Wallenstein)
- Bülent Arslan (* 1975), Politiker und Unternehmensberater
- Eugen Polanski (* 1986), Fußballspieler